# 48-я авиационная дивизия дальнего действия
48-я авиационная Рижская дивизия дальнего действия (48-я ад дд) — авиационное соединение Военно-Воздушных сил (ВВС) Вооружённых Сил РККА дальней бомбардировочной авиации, принимавшее участие в боевых действиях Великой Отечественной войны.

## История и боевой путь дивизии
Дивизия сформирована на базе частей 36-й авиационной дивизии дальнего действия и 455-го авиационного полка дальнего действия 30 апреля 1943 года. Свой путь прошла в составе 8-го авиационного корпуса дальней авиации, участвуя в боевых операциях Дальней авиации. За мужество и героизм личного состава дивизия и её части награждены орденами, им присвоены почётные наименования, а 455-й авиационный полк дальнего действия удостоен звания Гвардейского.
В связи с появлением новых задач и с целью усиления эффективности нанесения ударов по противнику в заключительном периоде войны дивизия в декабре 1944 года была выведена из состава Дальней авиации, войдя в состав 1-го гвардейского бомбардировочного авиационного корпуса. Дивизия была переименована в 48-ю бомбардировочную авиационную Рижскую дивизию.

### История наименований дивизии
- 48-я авиационная дивизия дальнего действия;
- 48-я авиационная Рижская дивизия дальнего действия;
- 48-я бомбардировочная авиационная Рижская дивизия (с 26.12.1944 г.).

### В действующей армии
В составе действующей армии дивизия находилась с 21 марта 1942 года по 26 декабря 1944 года.

### Командир дивизии
| Звание                           | Имя                          | Период                                      | Примечание |
| -------------------------------- | ---------------------------- | ------------------------------------------- | ---------- |
| Полковник, Генерал-майор авиации | Набоков Семён Константинович | 30 августа 1943 года — 26 декабря 1944 года |            |

### В составе объединений
| Дата          | Армия                     | Корпус                                   |
| ------------- | ------------------------- | ---------------------------------------- |
| 21.03.1942 г. | Авиация дальнего действия |                                          |
| 30.04.1943 г. | Авиация дальнего действия | 8-й авиационный корпус дальнего действия |
| 22.12.1944 г. | 18-я воздушная армия      | 8-й авиационный корпус дальнего действия |
| 23.12.1944 г. | 18-я воздушная армия      |                                          |

## Части и отдельные подразделения дивизии
За весь период своего существования боевой состав дивизии оставался постоянным:
| Период                     | Наименование                                        | Вооружение                            |
| -------------------------- | --------------------------------------------------- | ------------------------------------- |
| 30.08.1943 — 19.08.1944 г. | 455-й авиационный полк дальнего действия            | Ил-4, переформирован в 30-й гв. ап дд |
| 19.08.1944 — 26.12.1944 г. | 30-й гвардейский авиационный полк дальнего действия | Ил-4, переформирован в 30-й гв. бап   |
| 21.05.1942 — 30.08.1943 г. | 330-й авиационный полк дальнего действия            | Ил-4, переформирован в 330-й бап      |
| 01.02.1944 — 26.12.1944 г. | 109-й авиационный полк дальнего действия            | Ил-4, переформирован в 109-й бап      |

## Присвоение гвардейских званий
- 30-й авиационный полк дальнего действия 19 сентября 1943 года Приказом НКО СССР за мужество и героизм, проявленные в боях с немецко-фашистскими захватчиками, переименован в 30-й гвардейский авиационный полк дальнего действия[4].

## Почётные наименования
- 48-й авиационной дивизии дальнего действия за отличия в боях при овладении столицей Советской Латвии городом Рига — важной военно-морской базой и мощным узлом обороны немцев в Прибалтике 31 октября 1944 года на основании приказа ВГК СССР присвоено почётное наименование «Рижская»[5][6].
- 109-му авиационному полку дальнего действия за отличия в боях при овладении столицей Советской Латвии городом Рига — важной военно-морской базой и мощным узлом обороны немцев в Прибалтике 31 октября 1944 года на основании приказа ВГК СССР присвоено почётное наименование «Рижский»[5][6].
- 455-му авиационному полку дальнего действия присвоено почётное наименование «Смоленский»[7].

## Награды
- 30-й гвардейский авиационный Смоленский полк дальнего действия Указом Президиума Верховного Совета СССР от 31 октября 1944 года награждён орденом Боевого Красного Знамени.
- 109-й авиационный Рижский полк дальнего действия Указом Президиума Верховного Совета СССР от 4 ноября 1944 года награждён орденом Боевого Красного Знамени.
- 455-й авиационный Смоленский полк дальнего действия Указом Президиума Верховного Совета СССР от 18 сентября 1943 года награждён орденом «Красного Знамени».

## Благодарности Верховного Главного Командования
- За отличия в боях при форсировании реки Днепр и овладении штурмом городов Смоленск — важнейшего стратегического узла обороны немцев на западном направлении, и Рославль — оперативно важным узлом коммуникаций и мощным опорным пунктом обороны немцев на могилёвском направлении[7].

Воинам дивизии в составе корпуса объявлены благодарности:
- За отличие в боях при овладении столицей Советской Белоруссии городом Минск — важнейшим стратегическим узлом обороны немцев на западном направлении[8].
- За отличие в боях при овладении столицей Советской Латвии городом Рига — важной военно-морской базой и мощным узлом обороны немцев в Прибалтике[5].

## Отличившиеся воины дивизии
- Брысев Фёдор Яковлевич, капитан, заместитель командира эскадрильи 109-го авиационного полка дальнего действия 48-й авиационной дивизии дальнего действия 8-го авиационного корпуса дальнего действия авиации дальнего действия Указом Президиума Верховного Совета СССР 19 августа 1944 года удостоен звания Героя Советского Союза. Золотая Звезда № 5262.
- Иванов Анатолий Васильевич, капитан, заместитель командира эскадрильи 455-го авиационного полка дальнего действия 48-й авиационной дивизии дальнего действия 8-го авиационного корпуса дальнего действия авиации дальнего действия Указом Президиума Верховного Совета СССР 13 марта 1944 года удостоен звания Героя Советского Союза. Золотая Звезда № 3581.
- Иконников Владимир Дмитриевич, капитан, заместитель командира эскадрильи 30-го гвардейского авиационного полка дальнего действия удостоен действия 48-й авиационной дивизии дальнего действия 8-го авиационного корпуса дальнего действия авиации дальнего действия Указом Президиума Верховного Совета СССР 5 ноября 1944 года удостоен звания Героя Советского Союза. Золотая Звезда № 5287.
- Симаков Иван Николаевич, капитан, командир звена 109-го авиационного полка дальнего действия 48-й авиационной дивизии дальнего действия 8-го авиационного корпуса дальнего действия авиации дальнего действия Указом Президиума Верховного Совета СССР 13 марта 1944 года удостоен звания Героя Советского Союза. Золотая Звезда № 3322.
- Фёдоров Иван Григорьевич, капитан, командир эскадрильи 30-го гвардейского авиационного полка дальнего действия 48-й авиационной дивизии дальнего действия 8-го авиационного корпуса дальнего действия авиации дальнего действия Указом Президиума Верховного Совета СССР 5 ноября 1944 года удостоен звания Героя Советского Союза. Золотая Звезда № 5366.
- Шевелёв Антон Антонович, майор, заместитель командира эскадрильи 30-го гвардейского авиационного полка дальнего действия 48-й авиационной дивизии дальнего действия 8-го авиационного корпуса дальнего действия авиации дальнего действия Указом Президиума Верховного Совета СССР 5 ноября 1944 года удостоен звания Героя Советского Союза. Золотая Звезда № 5309.

## Дислокация штаба дивизии
- Лида;
- Бяла Подляска